# Ignacio López Rayón
Ignacio López Rayón, né le 31 juillet 1773 à Tlalpujahua (alors en Nouvelle-Espagne) et mort le 2 février 1832 à Mexico (alors capitale de la Première République fédérale mexicaine), était un général qui commanda l'insurrection durant la guerre d'indépendance du Mexique.

## Biographie

### Famille
Ignacio López Rayón né le 31 juillet 1773 à Tlalpujahua, dans le Michoacán actuel. Il est le fils aîné de Don Andrés López Rayón Piña et Rafaela López Aguado de Rayón. Il a neuf frères et sœurs. Sa famille, de la classe moyenne, exerçait surtout dans le domaine commercial. Sa mère était issue d'une famille du monde catholique, qui comprenait notamment des prêtres.

### Vie avant la guerre
Ignacio López Rayón fait des études de droit avant de déménager à San Ildefonso (ville de Mexico). Lors de ses études, il se lie d'amitié avec de nombreux professeurs, dont Vicente Pisa et Pedro Foronda. Il exerce la profession d'avocat.

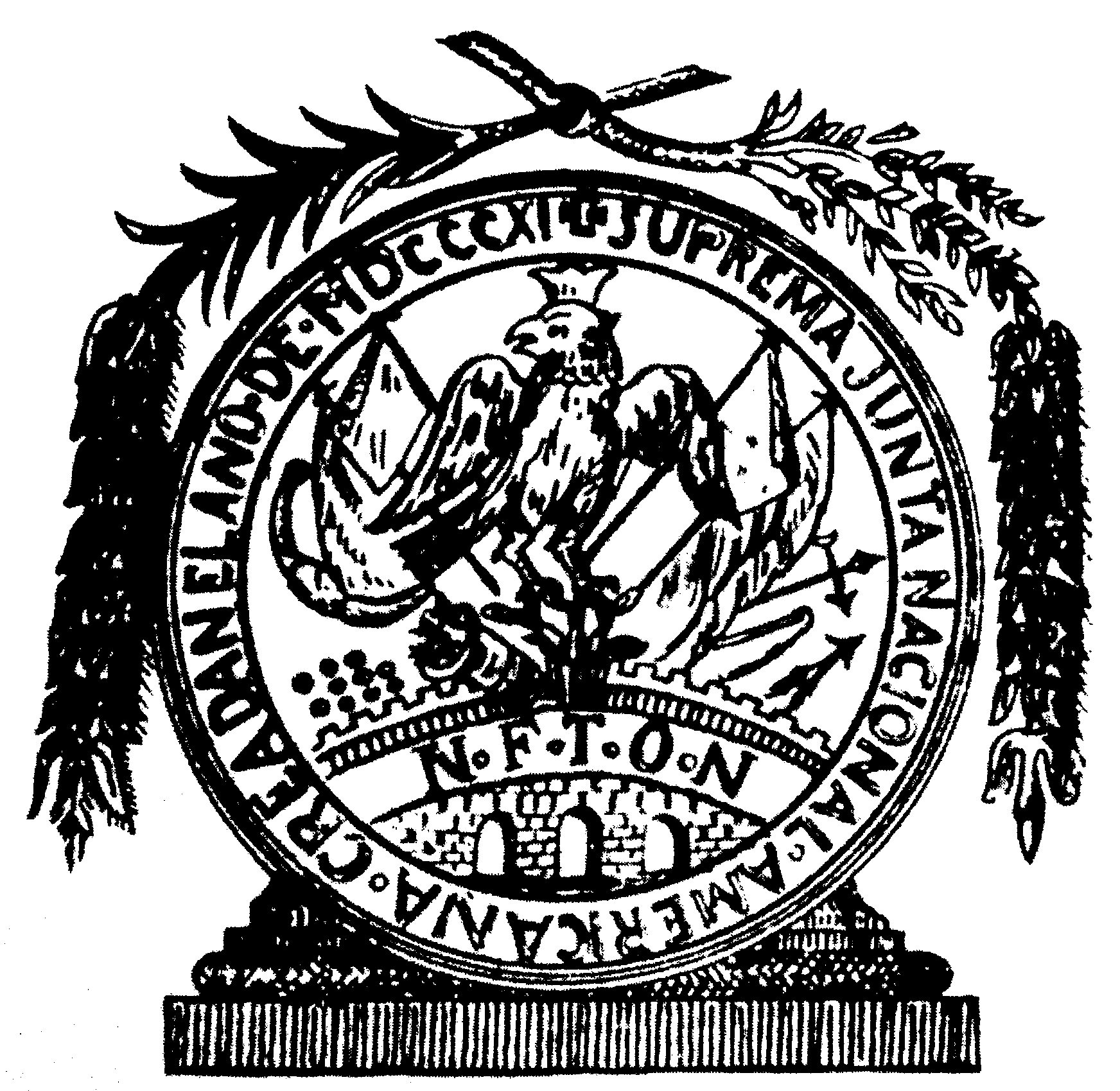
Sceau de la Suprema Junta Gubernativa de América, 1811.

### La guerre d'indépendance
À l'éclatement de la guerre, il présente rapidement une sympathie avec les insurgés et son premier contact avec eux se serait fait au travers des actions d'Antonio Fernández. Il se démarque pour la première fois lorsqu'il est nommé secrétaire du gouvernement américain, un mois et une semaine après le début de la guerre d'indépendance. Il est nommé général en mars 1811 lors d'un conseil militaire tenu à Saltillo.
Il crée la Suprema Junta Gubernativa de América le 19 août 1811 à Zitácuaro. Il s'agit d'un conseil dont le but était d'établir une autorité contrant, voire remplaçant, celle de la Nouvelle-Espagne. Ainsi, la Suprema Junta Gubernativa de América prendra une série de mesures politiques, militaires, économiques et judiciaires qui remettra fortement en cause la légitimité la vice-royauté et obligera Francisco Javier Venegas (vice-roi de Nouvelle-Espagne) à ordonner sa destruction. L'autorité restera en place jusqu'à septembre 1813, soit six mois après la prise de fonction de Félix María Calleja del Rey,,.
Au cours de la bataille du pont de Calderón, le 17 janvier 1811, à laquelle il participe aux côtés de d'Ignacio Allende, de Miguel Hidalgo et de Mariano Abasolo (es), il parvient malgré la défaite à sauver 300 000 pesos, qui seront transportés jusqu'à Aguascalientes. Ignacio López Rayó a pour objectif de prendre Zacatecas, mais les troupes de José Manuel de Ochoa le poursuivent. Le 1er avril 1811, Ignacio López Rayón, à la tête des insurgés, participe à la bataille de Puerto de Piñones l'opposant aux troupes royalistes de de Ochoa. De Ochoa détruit son flanc droit, visiblement commandé par José Antonio Torres (es), lors du début de la bataille. Il y sort cependant vainqueur. López Rayón ordonne de brûler les corps et les charrettes et, avec ses troupes, continue sa marche vers Zacatecas, dans un terrain inhospitalier, et toujours poursuivi par de Ochoa. Il s'arrête à l'hacienda de Pozo Hondo (sûrement proche de l'actuelle Mazapil) d'où il ordonne à 500 de ses hommes de monter une embuscade dans la région.
Le 18 novembre 1812, il est à Ixmiquilpan (Hidalgo), où il intimide un chef local de l'Armée royaliste (es), qui s'enferma dans l'église de la ville, déterminé à se battre jusqu'au bout, après des excursions à l'extérieur avec ses soldats qui n'ont pas abouti. Un serment d’allégeance à la Suprema Junta Gubernativa de América est prononcé après la prise de Oaxaca le 25 novembre 1812.